# Svita
Svita je izraz kojim se označavaju pomoćnici, kuhari, sluge, tjelohranitelji i druge osobe koje na putovanjima prate monarha, predsjednika, visokog plemića, političara, poslovnog čovjeka, filmsku ili rock zvijezdu ili neku drugu važnu osobu. Izraz potječe od francuske riječi suite ("što slijedi"). 
Svita se može sastojati od profesionalaca ili službenika kojima je briga o praćenoj osobi posao, čast ili dužnost ali i od osoba nevezanih ugovorom, odnosno od rodbine, prijatelja i poznanika praćene osobe kojima je glavni motiv može biti želja za zabavom i luksuzom kojom je praćena osoba okružena. U potonjem slučaju se, pogotovo u posljednje vrijeme, za takvu vrstu svite rabi anglicizam posse.